# Repubblica di Kruševo
La Repubblica di Kruševo (in bulgaro e macedone Крушевска Република, Kruševska Republika; in arumeno Republica di Crushuva) fu un'entità politica di breve durata proclamata nel 1903 dai ribelli dell'Organizzazione Rivoluzionaria Segreta Macedonia-Adrianopoli (IMRO) a Kruševo durante la rivolta anti-ottomana di Ilinden-Preobrazhenie. Secondo le successive narrazioni bulgare e macedoni, fu una delle prime repubbliche moderne nei Balcani.

## Storia

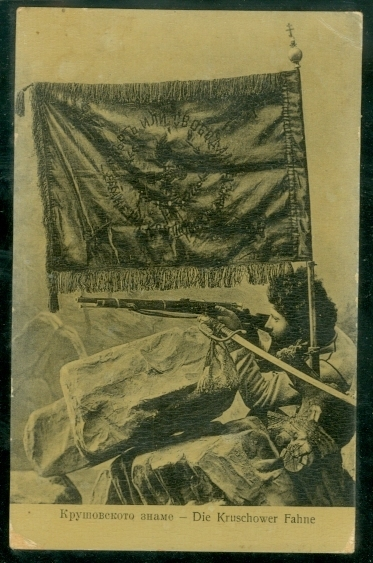
Cartolina bulgara che rappresenta un ribelle con la bandiera di Kruševo.

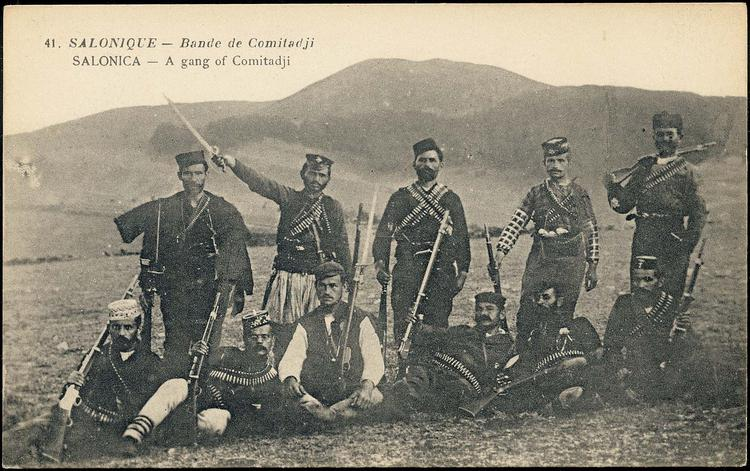
Voivoda dell'IMRO di Kruševo nell'agosto 1903

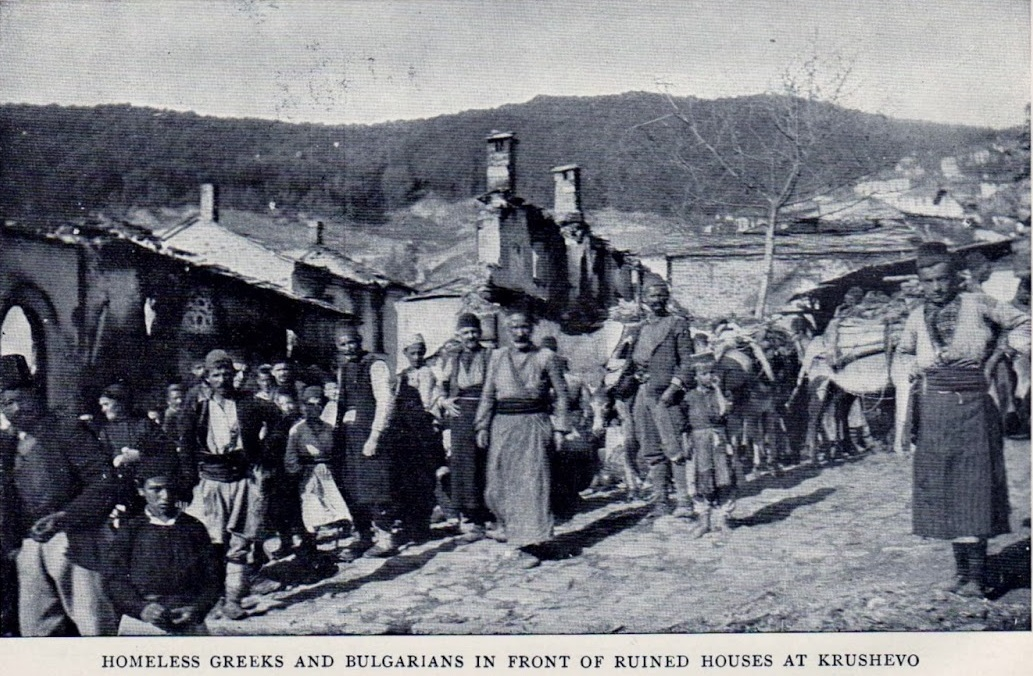
Abitanti senzatetto di Kruševo davanti alle rovine della città.

Il 3 agosto 1903, i ribelli conquistarono la città di Kruševo nel Vilayet di Manastir dell'Impero ottomano (nell'attuale Macedonia del Nord) e stabilirono un governo rivoluzionario. L'entità esistette solo per 10 giorni: dal 3 agosto al 13 agosto, e fu guidata da Nikola Karev. Egli era un forte esponente di sinistra, che rifiutava il nazionalismo delle minoranze etniche e favoriva le alleanze con i musulmani comuni contro il Sultanato, oltre a sostenere l'idea di una Federazione balcanica.
Tra i vari gruppi etnoreligiosi (millet) a Kruševo, fu eletto un Consiglio repubblicano con 60 membri con 20 rappresentanti di tre gruppi: aromuni, esarchici bulgari e patriarchici greci. Il Consiglio elesse anche un organo esecutivo, il governo provvisorio, con sei membri (2 per ogni gruppo menzionato), il cui compito era promuovere la legge e l'ordine e gestire le forniture, le finanze e le cure mediche. Il "Manifesto di Kruševo", la cui esistenza è contestata, fu pubblicato nei primi giorni dopo la proclamazione. Scritto da Nikola Kirov, delineava gli obiettivi della rivolta, invitando la popolazione musulmana a unire le forze con il governo provvisorio nella lotta contro la tirannia ottomana, per ottenere la libertà e l'indipendenza. Sia Nikola Kirov che Nikola Karev erano membri del Partito socialdemocratico dei lavoratori bulgari, da dove derivarono le loro idee di sinistra.

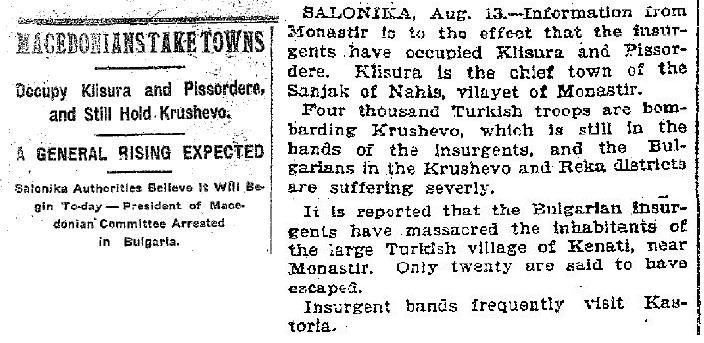
Gli eventi di Kruševo visti dal New York Times, 14 agosto 1903.

Tuttavia, sorse un problema di identificazione etnica. Karev chiamò tutti i membri del Consiglio locale "fratelli bulgari", e gli insorti dell'IMRO sventolarono bandiere bulgare, uccisero cinque patriarchi greci accusati di essere spie ottomane, e successivamente aggredirono i musulmani turchi e albanesi locali. Fino a quando la città fu controllata dei komitadji bulgari, la maggioranza patriarcale era oggetto di sospetti e terrorizzata. Fatta eccezione per gli aromuni esarchici, che erano filo-bulgari,, la maggior parte dei membri delle altre comunità etnoreligiose respinse l'IMRO come filo-bulgara.
Inizialmente sorpreso dalla rivolta, il governo ottomano adottò misure militari straordinarie per reprimerla. La banda (cheta) di Pitu Guli tentò di difendere la città dalle truppe ottomane provenienti da Bitola. L'intera banda e il loro capo (voivode) morirono. Dopo aspre battaglie vicino Mečkin Kamen, gli ottomani riuscirono a distruggere la Repubblica di Kruševo, commettendo atrocità contro le forze ribelli e la popolazione locale. A causa dell'artiglieria, la città fu parzialmente incendiata.  Dopo il saccheggio della città da parte delle truppe turche e dei bashi-buzuk albanesi, le autorità ottomane fecero circolare una dichiarazione da far firmare agli abitanti di Kruševo, affermando che i komitadji bulgari avevano commesso atrocità e saccheggiato la città. Alcuni cittadini firmarono sotto pressione amministrativa.

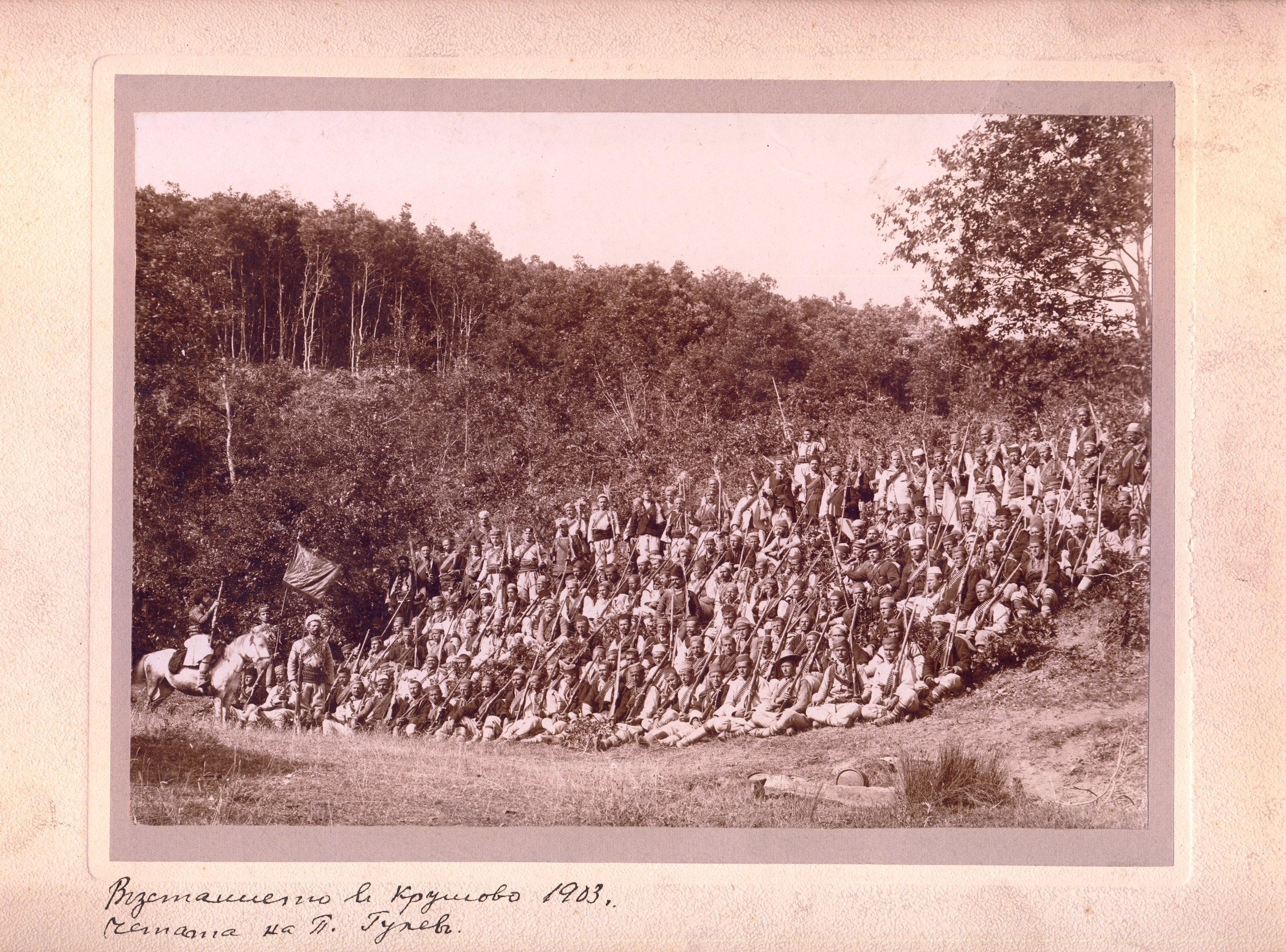
Una foto del plotone di Pitu Guli nei pressi del villaggio di Birino, vicino Krusevo, 1903

## Celebrazione
La celebrazione degli eventi a Kruševo iniziò durante la prima guerra mondiale, quando l'area, allora chiamata Serbia meridionale, fu occupata dalla Bulgaria. Naum Tomalevski, che fu nominato sindaco di Kruševo, organizzò la celebrazione nazionale del 15º anniversario della rivolta di Ilinden. Sul luogo della battaglia di Mečkin Kamen furono costruiti un monumento e una fontana commemorativa. Dopo la guerra, furono distrutti dalle autorità serbe, che continuarono ad attuare una politica di serbizzazione forzata. La tradizione di celebrare questi eventi fu ripristinata nella regione durante la seconda guerra mondiale quando era già chiamata Banovina del Vardar (Vardarska Banovina) e che fu ufficialmente annessa alla Bulgaria.
Nel frattempo, i partigiani comunisti macedoni filo-jugoslavi appena organizzati svilupparono l'idea di una sorta di continuità socialista tra la loro lotta e quella degli insorti di Kruševo. Inoltre, esortarono la popolazione a lottare per la "Macedonia libera" e contro gli "occupanti fascisti bulgari". Dopo la guerra, la storia continuò nella Repubblica Socialista di Macedonia, dove la Repubblica di Kruševo fu inclusa nella sua narrativa storica. Le nuove autorità comuniste spazzarono via con successo i restanti sentimenti bulgarofili. Come parte degli sforzi per dimostrare la continuità della nuova nazione macedone e degli ex ribelli, affermarono che gli attivisti dell'IMRO erano consapevolmente di identità macedone. L'istituzione dell'entità di breve durata è vista oggi nella Macedonia del Nord come un preludio all'indipendenza del moderno stato macedone.
Nel 1953 fu fondato il "Museo dell'insurrezione di Ilinden" in occasione del 50º anniversario della Repubblica di Krusevo. Si trovava nella casa vuota della famiglia Tomalevski, il luogo dove fu proclamata la Repubblica, sebbene la famiglia fosse emigrata da tempo in Bulgaria. Nel 1974 fu costruito un enorme monumento sulla collina sopra Kruševo che segnava l'impresa dei rivoluzionari e dell'ASNOM. Nella zona c'è un altro monumento chiamato Mečkin Kamen.

## Riferimenti contemporanei

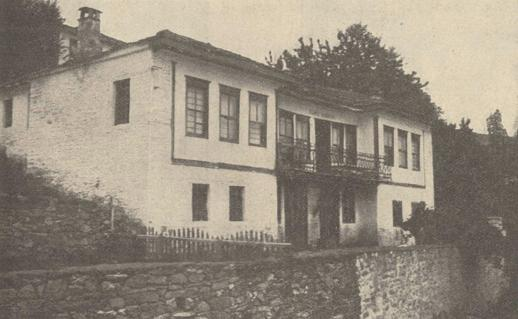
La casa di famiglia di Tomalevski dove fu proclamata la Repubblica. Oggi è un museo.

Gli scritti di Nikola Kirov, che sono tra le fonti primarie più note sulla ribellione, menzionano bulgari, valacchi (aromuni) e greci (chiamati grecomani), che parteciparono agli eventi di Krushevo. Sebbene gli storici comunisti jugoslavi del secondo dopoguerra si opposero alla classificazione di Kirov della popolazione slava di Krusevo come bulgara, adottarono rapidamente tutto il resto nella sua narrazione degli eventi nel 1903 come definitivo. Tuttavia, durante il periodo Informbiro, il nome del leader degli insorti Nikola Karev fu scartato dall'inno macedone, poiché lui e i suoi fratelli erano sospettati di essere "elementi bulgarofili". Alcuni storici macedoni moderni come Blaže Ristovski hanno riconosciuto che l'entità, oggi simbolo della statualità macedone, era composta da persone che si identificavano come "greci", "valacchi" (aromuni) e "bulgari". All'inizio del XX secolo, Kruševo era popolata da una popolazione slava, aromuni e albanesi ortodossi con abitanti della città divisi etno-religiosamente tra vari millet ottomani, con i patriarchi greci che erano la comunità più numerosa, seguiti dagli esarchici bulgari e dall'Ullah Millet per gli aromuni. Secondo le statistiche dell'etnografo Vasil Kanchov basate sull'affinità linguistica, a quel tempo gli abitanti della città contavano: 4.950 bulgari, 4.000 valacchi (aromuni) e 400 albanesi ortodossi. Quando l'antropologo Keith Brown visitò Kruševo alla vigilia del XXI secolo, scoprì che la lingua arumena locale non aveva ancora modo di distinguere il "macedone" e il "bulgaro",utliizzando la designazione Vrgari, ovvero "Bulgari", per entrambi i gruppi etnici. Ciò sconvolge le giovani generazioni di macedoni nella città, poiché l'essere bulgaro è rimasto uno stigma sin dai tempi della Jugoslavia.

## Galleria d'immagini

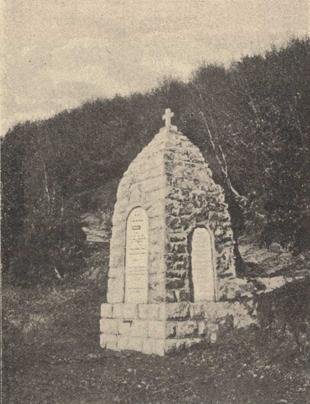
Il monumento della battaglia di Mečkin Kamen costruito dalle autorità bulgare durante la prima guerra mondiale.
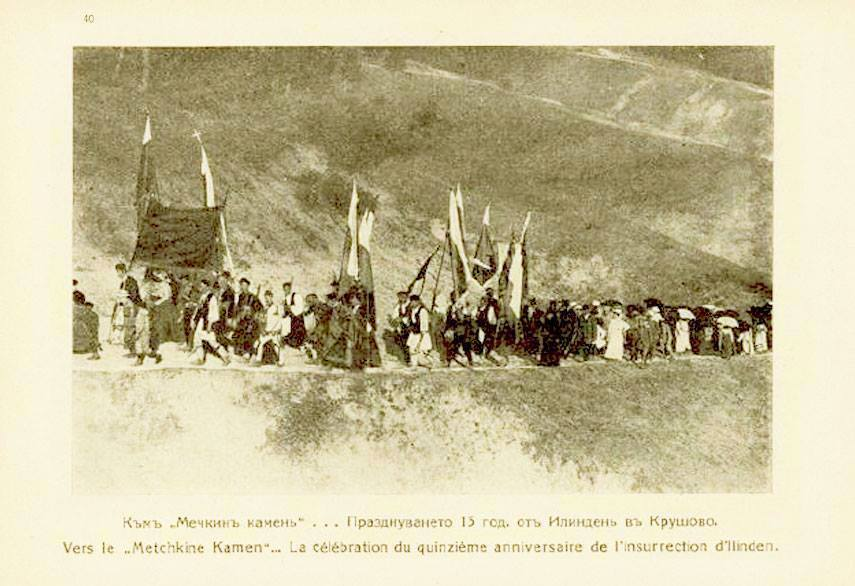
Celebrazione del 15º anniversario degli eventi di Krushevo nel 1918 durante l'occupazione bulgara.
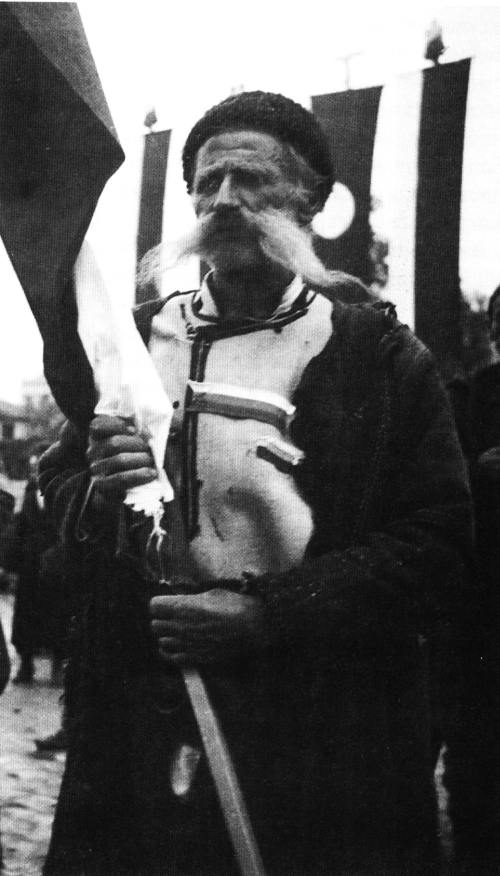
Vecchio comitadji, che celebra la rivolta di Ilinden a Krusevo nel 1943, durante l'annessione bulgara.
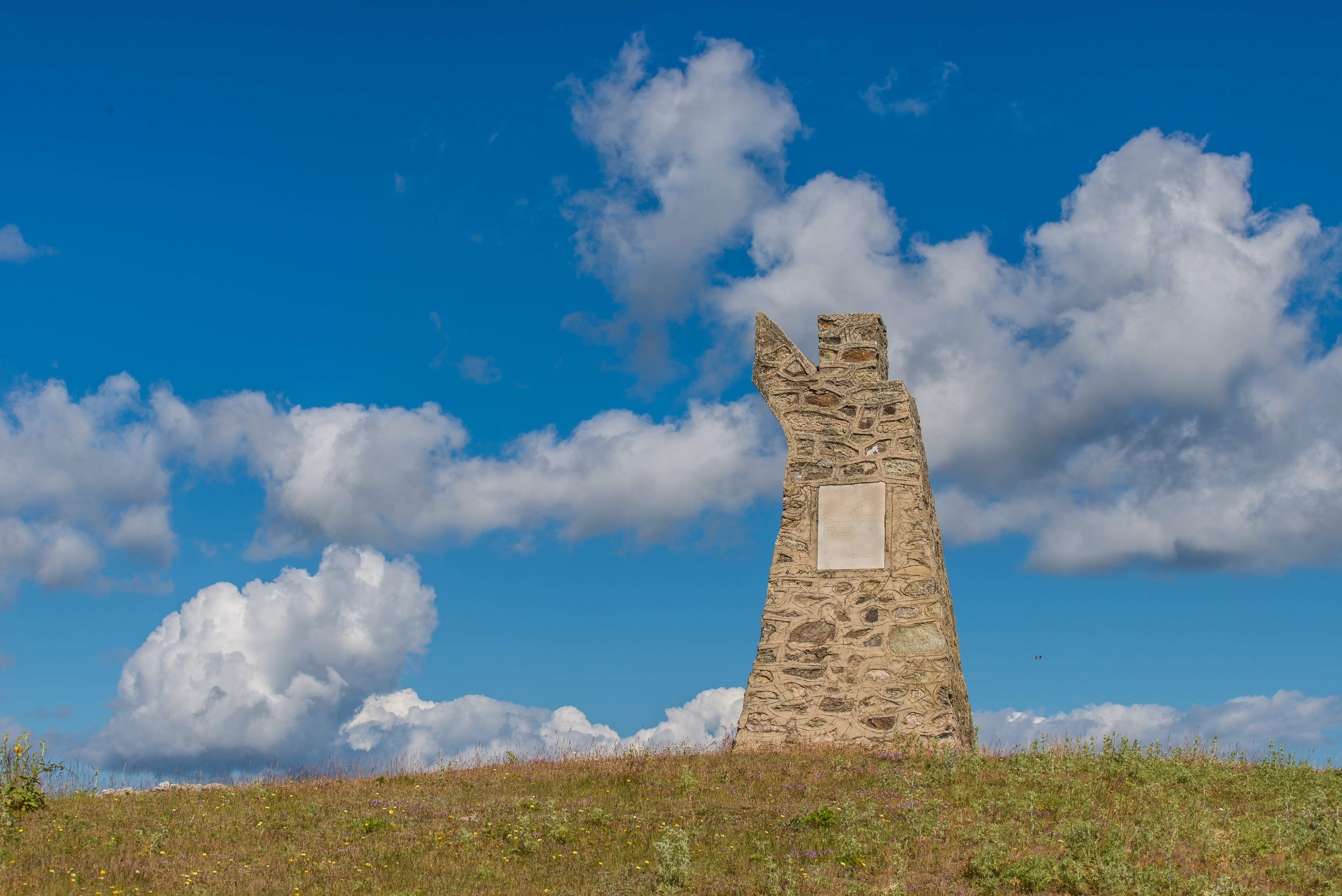
Il monumento della battaglia di Sliva, vicino a Krusevo.
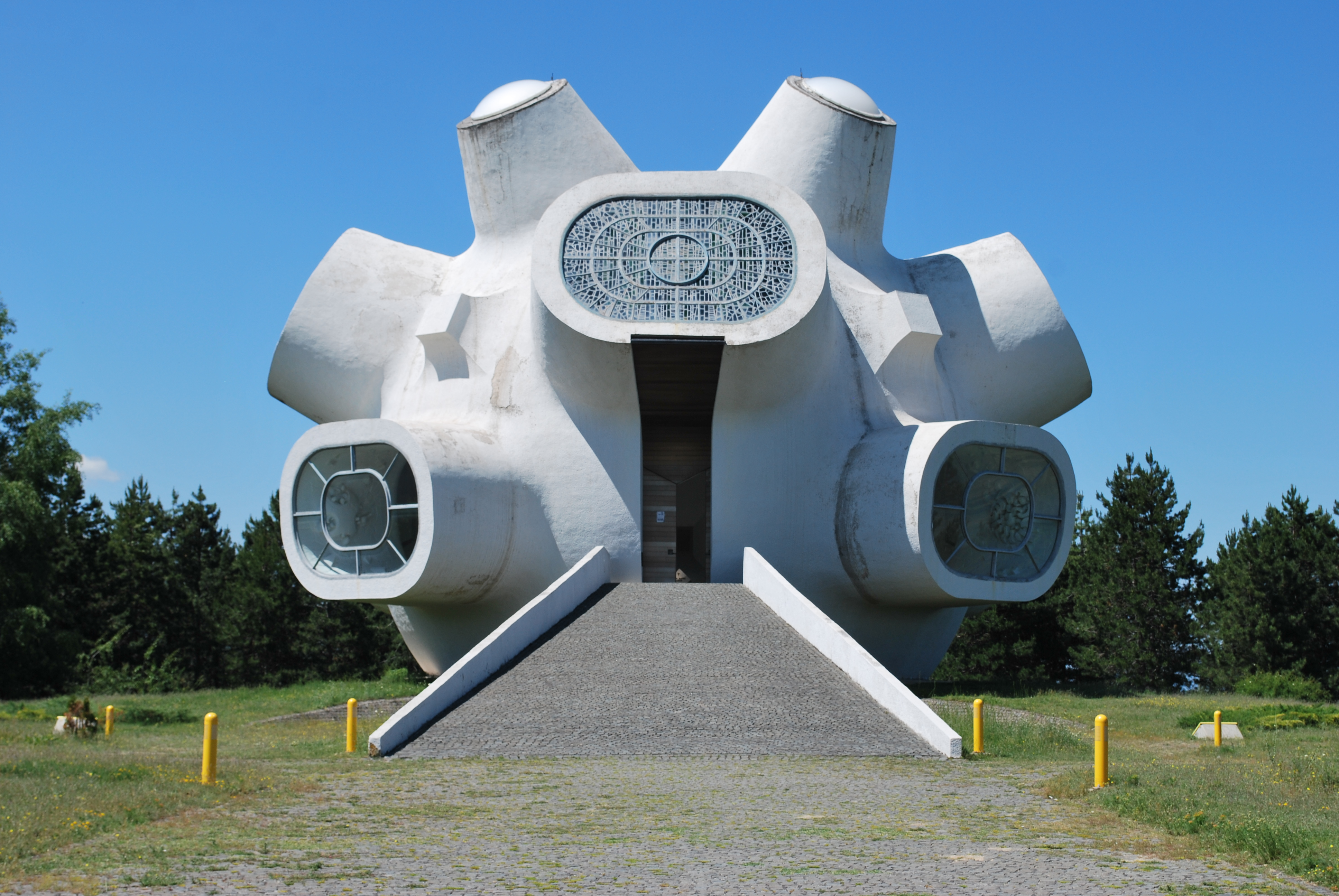
Ilinden (memoriale) costruito dalle autorità jugoslave nel 1974.
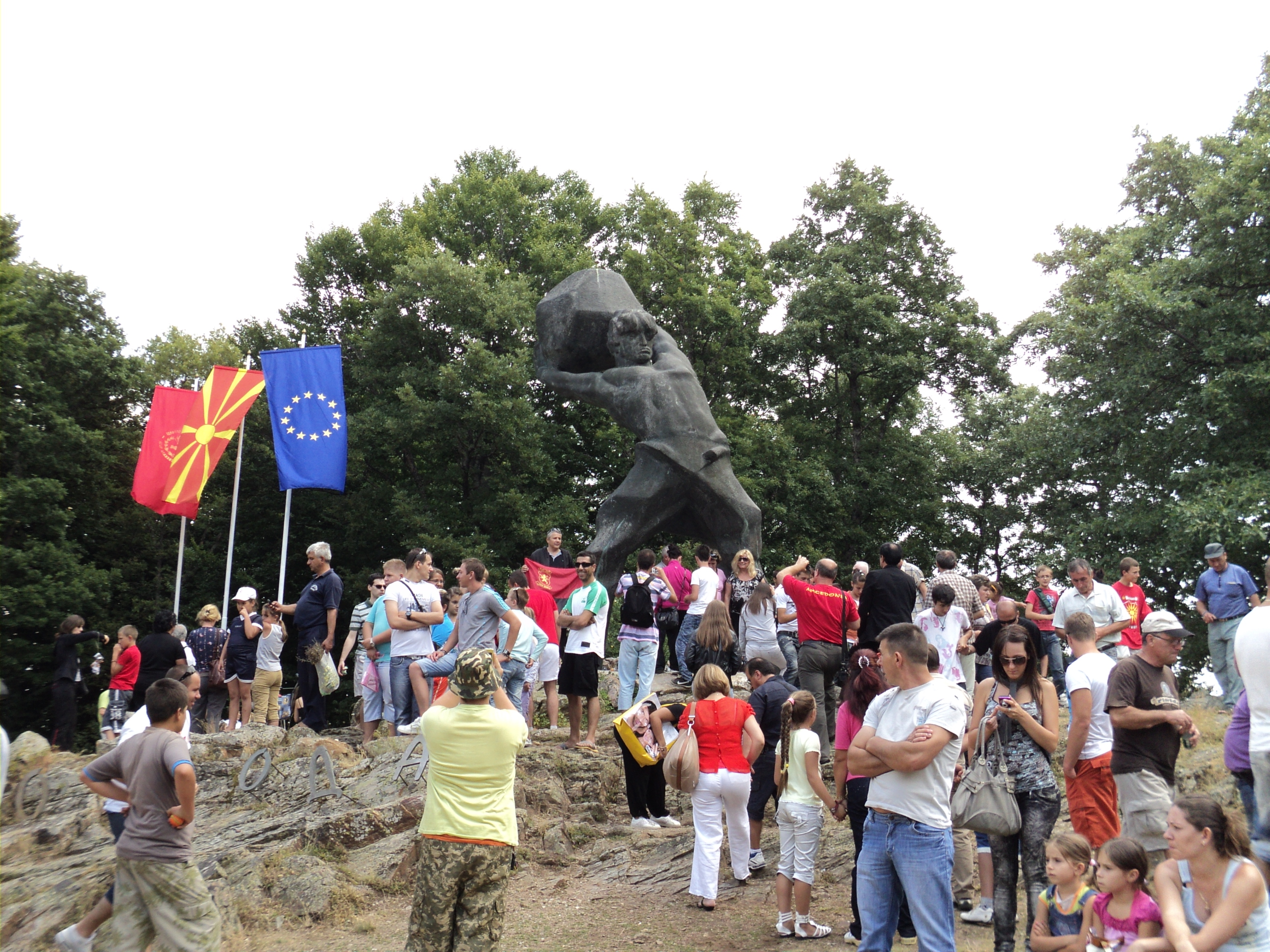
Celebrazione di Ilinden il 2 agosto 2011 a Mechkin Kamen, Repubblica di Macedonia.